# Ingrid Dahlberg
Ingrid Margareta Dahlberg, född 12 december 1941 i Vetlanda i Jönköpings län, är en svensk journalist, dramatiker, regissör, TV-producent, fd Dramatenchef och landshövding.

## Biografi
Ingrid Dahlberg tog studenten 1961 varpå hon studerade vid Bar-Lock-institutet i Stockholm och Lindenwood College i USA. 1963 anställdes hon vid Sveriges Television, där hon först var scripta och sedan dokumentärfilmare på samhällsredaktionen.
Hon började skriva dramatik och som en följd därav gick hon över till dramaredaktionen där hon gjorde karriär. Den 1 juli 1983 efterträdde hon Bengt Lagerkvist som konstnärlig ledare för TV1-teatern. Den 1 september 1985 efterträdde hon Ingemar Leijonborg som chef för TV1 Fiction. I oktober 1986 utsågs hon till chef för nya Kanal 1:s dramaavdelning som stod för SVT:s dramaproduktion i Stockholm. Under hennes tid på den posten var hon producent för prisbelönta "Den goda viljan" som regisserades av Bille August efter manus av Ingmar Bergman. Hon ledde också en kontroversiell satsning på TV-serier av följetongskaraktär med en större mängd avsnitt producerade till lägre kostnad, så kallade såpoperor.
Dahlberg ledde Kanal 1 Drama fram till 1996 när hon utsågs till chef för Kungliga Dramatiska Teatern. Hon tillträdde denna tjänst den 1 oktober samma år. Hon lämnade denna tjänst 2002 och blev därefter landshövding i Dalarnas län under tiden 2002–2006. Hon utsågs till VD för Stiftelsen Ingmar Bergman 2008 där numera Jan Holmberg är VD sedan 2010.
En rad styrelseuppdrag har det även blivit, bland annat som ordförande i Skansen, Svensk Scenkonst (branschorganisation för arbetsgivare inom musik, dans och teater) (2007–2012), Sparbanksstiftelsen Dalarna och Sparbanksstiftelsernas Förvaltnings AB samt som styrelseledamot i Sveriges Dramatikerförbund (1981–1983), Filmfonden B2, Svensk Filmindustri, TV 4, Operahögskolan och Oscarsteatern.

## Sparbanksstiftelses kris
Sparbanksstiftelsernas Förvaltnings AB var en av Sveriges största bidragsgivare (flera hundra miljoner kronor per år) till folkrörelsen. Beslutet 2008 under Ingrid Dahlbergs ordförandeskap att delta i nyemissionen i Swedbank med lånade pengar från bl.a. Folksam ledde till att stiftelsen avvecklades efter att ha förlorat miljarder kronor i en av de största finanskrascherna i Sveriges historia.

## Familj
Ingrid Dahlberg är sedan 1974 gift med fotografen Roland Lundin (född 1941) och har tre barn.
Hon är dotter till folkskollärare Ragnar Dahlberg och hushållslärare Betty, ogift Johnsson.

## Filmografi

### Regi
- 1975 – Vem var Axel Wenner-Gren?
- 1973 – Affären Enbom

### Manus
- 1973 – Affären Enbom

### Producent
- 1996 – Enskilda samtal (TV)
- 1996 – Jerusalem
- 1995 – Rucklarens väg (TV)
- 1995 – Tribunal (TV)
- 1995 – Svinet (TV)
- 1992 – Den goda viljan